# Draco sumatranus
El lagarto planeador común (Draco sumatranus) es una especie de Agamidae lagarto endémico del sudeste de Asia. Tiene costillas elongadas y pliegues de piel a los costados de su cuerpo. Cuando están abiertas, los pliegues de la piel le permiten planear entre los troncos de los árboles.

## Comportamiento
Es primordialmente un habitante de los árboles, excepto cuando las hembras descienden al suelo para poner sus huevos.

## Descripción
El largo de su cuerpo es 9 cm (3,5 plg), con una cola ligeramente más larga. El color del cuerpo es gris oscuro o café con rayas y patrones que le permiten confundirse con los troncos de los árboles. Los machos tienen una papada triangular debajo de la barbilla, que es utilizada para comunicarse con otros lagartos, principalmente en la época de apareamiento. Las hembras tienen una papada azul mucho más pequeña.

## Dieta
Se alimentan de pequeños insectos

## Hábitat
Son relativamente comunes en los bosques y asentamientos urbanos, como parques y jardines.

## Rango geográfico
Se encuentran en el sudeste de Asia: Malasia, Singapur, Sumátra, Borneo, y Palawan.

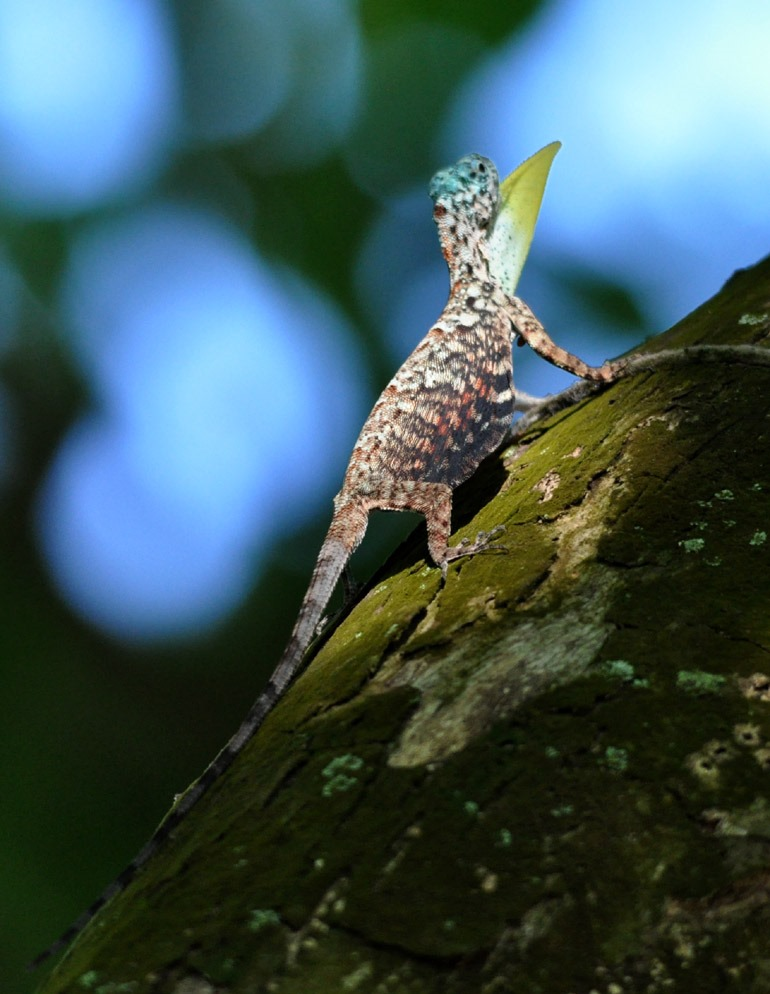
Macho visto en Kent Ridge Park, Singapur

## Taxonomía
Anteriormente se consideraba una subespecie de Draco volans.